# Anadia
Anadia er en portugisisk kommune og by. I 2011 havde den godt 29.000 indbyggere fordelt på 216 km².